# HAT–P–1 b
A HAT–P–1 b magyar felfedezésű exobolygó, melyet a Bakos Gáspár által üzemeltetett HATNet távcsőrendszerrel fedeztek fel 2006-ban. Az eddigi legnagyobb sugarú és legkisebb sűrűségű exobolygó. Az ADS 16402 jelű kettőscsillag B komponense körül kering. Átmérője a Jupiter átmérőjének 1,36-szorosa, tömege 0,53-szorosa. A felfedezés értékét növeli, hogy a kevesebb, de alaposabb eredményt produkáló fedési módszerrel találták meg.